# 香扎曲
30°42′30″N 79°59′06″E / 30.70833°N 79.98500°E
香扎曲（Keo Gad），是恒河東源阿勒格嫩達河支流道里根加河的支流，發源於喜馬拉雅山脈巴查杜拉山口（Balcha Dhura Pass）東南側山區。源流區位於中印邊界爭議區內，目前由印度實際控制，行政區分屬於北阿坎德邦的傑莫利縣與比托拉格爾縣；中國則宣稱屬於西藏自治區阿里地區札達縣達巴鄉。
香扎曲幹流向西流，於蘇姆納（Sumna）匯集右側支流烏熱曲後，再匯集左側支流烏扎拉曲（Girthi River），最終於馬拉利北側的布拉斯（Buras）附近注入來自右側的道里根加河幹流。